# Heinrich August Meyer

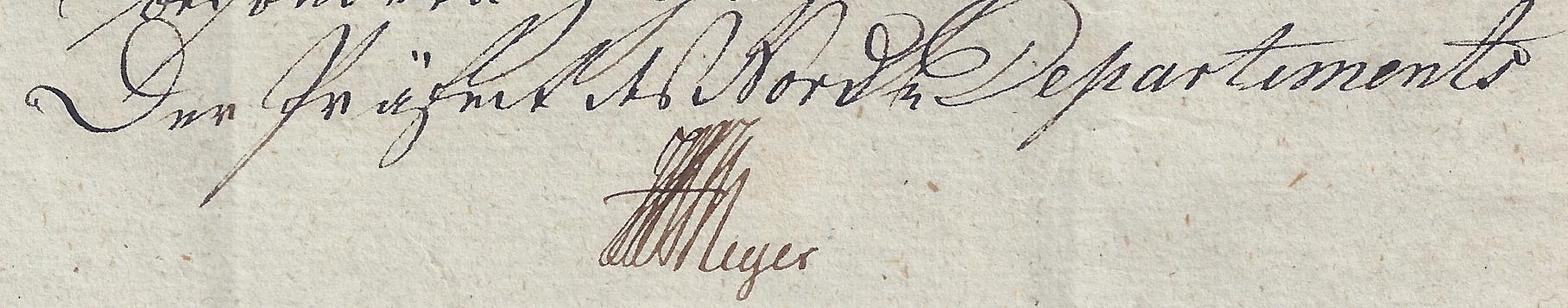
Unterschrift Meyers als Präfekt im Jahr 1810

Heinrich August Meyer (* 8. März 1773 in Bockelskamp bei Celle; † 1. November 1836 in Bleckede) war ein königlich hannoverscher und westphälischer Verwaltungsbeamter.
Meyer ist 1773 als Sohn von Hedwig, geb. von Wersebe (21. November 1748 – 31. Juli 1821) und Heinrich August Meyer (10. Oktober 1737 – 12. Mai 1799) in Bockelskamp geboren. Nach dem Studium der Rechte ist er in den hannoverschen Staatsdienst gegangen. Er war bis 1809 Amtsschreiber beim Amt Beedenbostel, als 1807 der Süden des Kurfürstentums Hannover durch die Schlussbestimmungen der Tilsiter Friedensverträge an das Königreich Westphalen fiel.
Von 1809 bis 1810 ging Meyer als Polizeidirektor der neugegründeten Polizeidirektion Hannover in das Königreich Westphalen, dem Hannover 1810 als neuntes Departement angegliedert worden war. Nachdem der Norden Hannovers 1810 auch noch an Westphalen gefallen war, machte Meyer eine Reise des westphälischen Königs Jerome Napoleon durch Norddeutschland als Reisemarschall mit. Nach dieser Reise ernannte ihn der König zum Präfekt des aus der hannoverschen Verfügungsmasse neu gegründeten Departements der Elbe- und Wesermündung mit Sitz in Stade. Das Departement existierte nur bis 31. Dezember 1810. Dann kam das Gebiet an das Kaiserreich Frankreich, wo das Departement aufgelöst wurde.
Nach dem Ende der napoleonischen Herrschaft in den deutschen Staaten ist Meyer von 1814 bis 1820 Amtmann der Amtsvogtei Beedenbostel geworden und nach 1820 Amtmann im Amt Bleckede, wo er bis zu seinem Tod 1836 geblieben ist.

## Privatleben
Meyer heiratete am 10. Juni 1809 Henriette Wilhelmine Büchting (* 2. April 1793). Die beiden hatten sechs Kinder:
- Adolf, (11. März 1810 – 7. Mai 1877)[1][2]
- Karl August, (2. Juni 1820 – 15. Dezember 1899),
- Auguste (30. November 1827 – 25. April 1908), die als Schriftstellerin ‚A. von der Elbe‘ bekannt wurde
- Emilie, (14. Juni 1829 – 12. April 1861)
- Henriette, (2. Dezember 1822 – 19. Februar 1823)
- Ferdinand, (25. August 1825 – 20. Januar 1826)

1821 hat Meyer den Guelfenorden erhalten.